# Курасовка (Белгородская область)
Курасовка — село в Ивнянском районе Белгородской области, центр Курасовского сельского поселения. На 2017 год в Курасовке числится 15 улиц

## География
Расположено на реке Курасовка (левый приток Солотинки, бассейн Псёла), примерно в 6 километрах (по шоссе) восточнее районного центра — посёлка городского типа Ивня, высота центра селения над уровнем моря — 178 м.

## Население
| 2002 | 2010  |
| ---- | ----- |
| 1574 | ↘1456 |

## История
Впервые в исторических документах Курасовка упоминается в 1837 году, административно относилось к Обоянскому уезду Курской губернии. С момента образования 30 июля 1928 года Ивнянского района входит в его состав, является центром Курасовского сельсовета. С 2004 года является административным центром Курасовского сельского поселения.